# پایکوب نقاب‌دار
پایکوب نقاب‌دار (نام علمی: Saltator cinctus) نام یک گونه از سرده پایکوب است.